# Duraisamy Simon Lourdusamy
Duraisamy Simon Lourdusamy (Kalleri, India, 5 de febrero de 1924 - 2 de junio de 2014) fue un cardenal de la Iglesia católica, prefecto emérito de la Congregación para las Iglesias Orientales.

## Biografía
Fue ordenado sacerdote en 1951. Después de haber adquirido una profunda formación científica en el Colegio Loyola de Madrás, obtuvo un doctorado en Derecho Canónico en la Pontificia Universidad Urbaniana de Roma en 1956.

### Sacerdocio
Después de su ordenación, llevó a cabo una variedad de servicios en su ministerio. Fue canciller diocesano y secretario del Arzobispo de Pondicherry; editor de la revista católica semanal Sava Viaby; director del Gremio de Estudiantes Católicos de Medicina, del Gremio de Médicos Católicos, de la Asociación Newman, del sindicato de estudiantes universitarios católicos y de otras organizaciones eclesiásticas.

## Episcopado
En 1962 fue nombrado Obispo titular de Sozusa, en Libia, y Obispo Auxiliar de Bangalore. Recibió la ordenación episcopal el 22 de agosto de ese mismo año. En 1964 fue nombrado arzobispo titular de Filippi y debido a la salud del arzobispo Thomas Pothacamury, también fue nombrado Arzobispo Coadjutor de Bangalore.
Fue presidente de la Comisión Litúrgica Nacional para la India y fue creador del Centro Nacional Litúrgico y Catequístico de Bangalore. También fue miembro de la Comisión Episcopal de Catequesis, delegado en la primera asamblea ordinaria del Sínodo de los Obispos en 1967, representante de los obispos de la India en la Conferencia Panasiática Catequético - litúrgica de Manila (1967), de la que fue también vicepresidente y presidente de la sección de la liturgia. Antes del Congreso Eucarístico Internacional de Bogotá, también fue invitado a participar como miembro en la semana de estudio de catequesis en Medellín, Colombia.
En 1968, fue nombrado Arzobispo de Bangalore. Fue llamado a Roma en 1971, para ser secretario adjunto de la Congregación para la Evangelización de los Pueblos. En 1973 se convirtió en Secretario de dicho dicasterio y también presidente de la Obras Misionales Pontificias y Vice-Gran Canciller de la Pontificia Universidad Urbaniana.

### Cardenalato
Fue creado y proclamado Cardenal por Juan Pablo II en el consistorio del 15 de mayo de 1985, del título de Santa María de Gracia alle Fornaci fuori Porta Cavalleggeri (diaconía promovida pro hac vice a título presbiteral el 29 de enero de 1996).
Fue prefecto de la Congregación para las Iglesias orientales desde 1985 hasta 1991 (dimitió por motivos de salud).